# 河野純喜
河野純喜（日语：／ Kono Junki，1998年1月20日—），日本男性偶像。出身于奈良縣。所屬經紀公司為LAPONE娱乐。偶像團體JO1的成員之一。於2019年的實境選秀節目「PRODUCE 101 JAPAN」中，以最終投票第九名成為偶像團體JO1的成員。

## 經歷
河野純喜在高中時期就讀日本郡山高校，並加入學校的足球隊。在高中二年級時期隨足球隊代表奈良縣參加全國足球錦標賽，作為初次參賽隊伍，進入了第二回比賽。大學畢業前已獲日本樂天錄取，為完成偶像夢毅然放棄。
2018年，參加第25屆全国クラブチームサッカー選手権関西大会，所屬隊伍獲得冠軍。
2019年，參加選秀節目PRODUCE 101 JAPAN，在最終決賽時以第九名的成績確定出道，成為JO1的成員，團體組合將在2020年3月4日發行出道單曲，正式展開活動。

## 演出作品

### 電視節目
- PRODUCE 101 JAPAN（2019年9月〜12月、TBS系列、GYAO!（日语：GYAO!））
- カラフル[3] （2020年9月11日、18日、Amazon prime video）
- ハングルッ！ナビ（2022年4月、NHK教育頻道）

### 電視劇
- 那孩子的孩子（2024年6月25日－、關西電視台・富士電視台）- 飯田智宏

## 外部連結
- JO1官方網站的個人資料 （页面存档备份，存于）
- PRODUCE 101 JAPAN官方網站的個人資料 （页面存档备份，存于）